# اریک هاتن
اریک هاتن (به انگلیسی: Eric Houghton) بازیکن فوتبال زادهٔ ۲۹ ژوئن ۱۹۱۰ اهل انگلستان بود که سابقهٔ بازی در تیم ملی فوتبال انگلستان را در کارنامهٔ خود دارد. وی در تاریخ ۲۰ اکتبر ۱۹۳۰ نخستین بازی ملی خود را در مقابل تیم ملی فوتبال ایرلند شمالی انجام داد و با حضور در ۷ بازی ملی، در تاریخ ۷ دسامبر ۱۹۳۲ واپسین بازی ملی‌اش را در برابر تیم ملی فوتبال اتریش برگزار کرد.
این بازیکن توانسته در بازی‌های ملی، ۵ گل به ثمر برساند؛ و همچنین ۷ کاپ برای انگلستان به دست آورد.